# انجمن ملی مددکاران اجتماعی
انجمن ملی مددکاران اجتماعی (NASW) یک سازمان حرفه ای مددکاری اجتماعی در ایالات متحده است. این انجمن حدود ۱۲۰۰۰۰ عضو دارد. انجمن ملی مددکاران اجتماعی راهنمایی، تحقیق، اطلاعات به روز، حمایت و سایر منابع را برای اعضای خود و به‌طور کلی برای مددکاران اجتماعی فراهم می‌کند. اعضای انجمن ملی مددکاران اجتماعی همچنین می‌توانند بیمه نامه قصور ، انتشارات مختص اعضا، تخفیف در سایر محصولات و خدمات و آموزش مداوم را دریافت کنند.

## تاریخچه
انجمن ملی مددکاران اجتماعی در سال ۱۹۵۵ از طریق ادغام هفت سازمان زیر تأسیس شد:
- انجمن آمریکایی مددکاران اجتماعی
- انجمن آمریکایی مددکاران اجتماعی روانپزشکی
- انجمن آمریکایی گروه کارگران
- انجمن مطالعات سازمان جامعه
- انجمن آمریکایی مددکاران اجتماعی پزشکی
- انجمن ملی مددکاران اجتماعی مدارس
- گروه پژوهشی مددکاری اجتماعی

وظایف اصلی انجمن ملی مددکاران اجتماعی شامل ارتقاء مهارت حرفه ای اعضای خود، ایجاد و حفظ استانداردهای حرفه ای تمرین، پیشبرد سیاست‌های اجتماعی صحیح، و ارائه خدماتی است که از اعضای خود محافظت می‌کند و وضعیت حرفه ای آنها را ارتقا می‌بخشد. انجمن منشور اخلاقی انجمن ملی مددکاران اجتماعی و سایر استانداردهای عملی تعمیم یافته و تخصصی را تدوین و تصویب کرد. ارائه گواهینامه و تضمین کیفیت از طریق آکادمی مددکاران اجتماعی خبره، ثبت نام مددکاران اجتماعی بالینی و ارائه دیپلم در مددکاری اجتماعی از دیگر وظایف سازمان هست. از جمله برنامه‌های اقدام سیاسی انجمن می‌توان به اقدام سیاسی برای انتخابات نامزد و شبکه اقدام قانونی آموزشی اشاره کرد. انجمن همچنین از طریق ۵۶ بخش خود در ایالات متحده و خارج از ایالات متحده، کنفرانس‌های حرفه ای و برنامه‌های آموزش مداوم را حمایت مالی می‌کند و مجلات (مانند مجله برجسته کار اجتماعی)، کتاب‌ها و آثار مرجع اصلی برای این حرفه تولید می‌کند.

## بخش‌ها
انجمن ملی مددکاران اجتماعی دارای ۵۵ بخش است که از طریق ایجاد واحدها، شعبه‌ها، مناطق یا بخش‌ها به اعضای خود خدمت می‌کنند. انجمن ملی مددکاران اجتماعی دارای بخش‌هایی در هر یک از ۵۰ ایالت است:
- آلاباما
- آلاسکا
- آریزونا
- آرکانزاس
- کالیفرنیا
- کلرادو
- کنتیکت
- دلاور
- فلوریدا
- گرجستان
- هاوایی
- آیداهو
- ایلینوی
- ایندیانا
- آیووا
- کانزاس
- کنتاکی
- لوئیزیانا
- مین
- مریلند
- ماساچوست
- میشیگان
- مینه سوتا
- می‌سی‌سی‌پی
- میسوری
- مونتانا
- نبراسکا
- نوادا
- نیوهمپشایر
- نیوجرسی
- نیومکزیکو
- نیویورک
- کارولینای شمالی
- داکوتای شمالی
- اوهایو
- اوکلاهما
- اورگان
- پنسیلوانیا
- رود آیلند
- کارولینای جنوبی
- داکوتای جنوبی
- تنسی
- تگزاس
- یوتا
- ورمونت
- ویرجینیا
- واشینگتن
- ویرجینیای غربی
- ویسکانسین
- وایومینگ[۲]

انجمن ملی مددکاران اجتماعی دارای بخش‌های اضافی در شهر نیویورک، واشینگتن، دی سی، پورتوریکو، جزایر ویرجین ایالات متحده، و گوآم است. هر بخش دارای یک هیئت مدیره است که برنامه‌های منحصر به فردی را برای خدمت بهتر به اعضای خود و تسهیل مشارکت اعضای خود ایجاد می‌کند.

## منشور اخلاقی
مجمع نمایندگان انجمن ملی مددکاران اجتماعی در سال ۱۹۹۶ (بازبینی شده توسط مجمع نمایندگان انجمن ملی مددکاران اجتماعی ۲۰۱۷) منشور اخلاقی انجمن ملی مددکاران اجتماعی (موجود به زبان‌های انگلیسی و اسپانیایی) را تصویب کرد که به عنوان راهنمای رفتار حرفه ای روزمره مددکاران اجتماعی در نظر گرفته شده‌است. این کد شامل چهار بخش است. بخش اول، «مقدمه»، رسالت و ارزش‌های اصلی حرفه مددکاری اجتماعی را خلاصه می‌کند. بخش دوم، «هدف کد اخلاقی انجمن ملی مددکاران اجتماعی»، مروری بر عملکردهای اصلی این کد و راهنمای مختصری برای برخورد با مسائل اخلاقی یا معضلات در عملکرد مددکاری اجتماعی ارائه می‌کند. بخش سوم، «اصول اخلاقی»، اصول اخلاقی گسترده‌ای را بر اساس ارزش‌های اصلی مددکاری اجتماعی ارائه می‌کند. بخش پایانی، «استانداردهای اخلاقی»، شامل استانداردهای اخلاقی خاصی برای هدایت رفتار مددکاران اجتماعی و ارائه مبنایی برای قضاوت است. از سال ۲۰۱۲، منشور اخلاقی شامل یک سیاست عدم تبعیض علیه افراد ال‌جی‌بی‌تی است. بازنگری سال ۲۰۱۸ منشور اخلاقی شامل ۱۹ تغییر است که به مسئولیت‌های اخلاقی هنگام استفاده از فناوری می‌پردازد.

## بنیاد انجمن ملی مددکاران اجتماعی
بنیاد انجمن ملی مددکاران اجتماعی (NASWF) یک سازمان خیریه است که برای ارتقای رفاه افراد، خانواده‌ها و جوامع از طریق پیشرفت فعالیت‌های مددکاری اجتماعی ایجاد شده‌است. ایم بنیاد در سال ۲۰۰۱ تأسیس شد و اهداف آن عبارتند از:
- شناسایی، توسعه و پاسخگویی به سیاست‌ها و مسائل مربوط به تمرین اجتماعی.
- کمک به واکنش سریع به بحران‌های اجتماعی.
- حمایت از تحقیقات مبتنی بر عمل، به طوری که عمل و تحقیق مستقیماً به هم مرتبط باشند.
- افزایش دیده شدن مددکاری اجتماعی و افزایش احترام عمومی برای این حرفه.
- حمایت از توسعه مدوام آموزش مداوم پیشرفته که به مسائل حیاتی می‌پردازد.
- ترویج استفاده مناسب از فناوری جدید در انجام کار اجتماعی.

بنیاد انجمن ملی مددکاران اجتماعی توسط یک هیئت مدیره ۹ نفره مدیریت می‌شود که شامل رئیس فعلی انجمن ملی مددکاران اجتماعی، سه عضو انجمن ملی مددکاران اجتماعی، و سه فرد درگیر در حرفه‌های غیر از مددکاری اجتماعی است. اعضای بدون رأی هیئت مدیره شامل مدیر اجرایی انجمن ملی مددکاران اجتماعی که به عنوان رئیس بنیاد و رئیس منتخب انجمن ملی مددکاران اجتماعی خدمت می‌کند.
این بنیاد طیف گسترده‌ای از برنامه‌های آموزشی و پژوهشی را در تلاش برای انجام مأموریت اصلی خود در ارتقای رفاه افراد، خانواده‌ها و جوامع از طریق پیشبرد سیاست و عملکرد مددکاری اجتماعی، مدیریت می‌کند. دارایی‌های بنیاد در مجموع بیش از ۳٫۱ میلیون دلار است، از جمله بنیاد، که با کمک‌های داوطلبانه اعضای انجمن ملی مددکاران اجتماعی و سایر حامیان تأمین می‌شود.

## ماه ملی مددکاری اجتماعی حرفه ای
انجمن ملی مددکاران اجتماعی ماه ملی کار اجتماعی حرفه ای را برای اولین بار در مارس ۱۹۶۳ معرفی کرد. هدف اصلی تشویق حمایت عمومی و علاقه به مددکاری اجتماعی به عنوان یک حرفه بود. انجمن ملی مددکاران اجتماعی توانست با درگیر کردن مردم از طریق کمپین‌های تبلیغاتی تلویزیونی مختلف که در دهه شصت پخش می‌شد، در ماه کار اجتماعی توجه جلب کند. این تاکتیک در سال‌های اولیه موفقیت‌آمیز بود و بیش از ۳۵۰۰۰ نامه حمایت از مردم را به همراه داشت و پوشش رسانه‌ای مددکاران اجتماعی برجسته در روزنامه‌های محلی را به خود جلب کرد.
تا اینکه در سال ۱۹۸۴ کاخ سفید رسماً ماه مارس را به عنوان ماه ملی مددکاری اجتماعی حرفه ای به رسمیت شناخت. قطعنامه مشترکی توسط سناتور دانیل اینویه (دموکرات-هاوایی) و نماینده ادولفیس تونس (دموکرات-نیویورک) مارس ۱۹۸۴ را به عنوان ماه ملی مددکاری اجتماعی اعلام کرد. این امر با فشار لابی گری از سوی بخش‌های انجمن و حمایت سناتور استروم تورموند (جمهوری‌خواه-کارولینای جنوبی) دنبال شد. این قطعنامه توسط سنا تصویب شد و توسط رئیس‌جمهور رونالد ریگان به قانون تبدیل شد.

## مطبوعات انجمن ملی مددکاران اجتماعی
مطبوعات انجمن ملی مددکاران اجتماعی بخش انجمن ملی مددکاران اجتماعی است که کتاب‌ها و مجلاتی را برای حرفه مددکاری اجتماعی منتشر می‌کند. مطبوعات انجمن به‌طور رسمی در سال ۱۹۹۰ برای پیشبرد بورس تحصیلی مددکاری اجتماعی از طریق انتشار کتاب‌ها، مجلات و منابع دیگر تأسیس شد.
در سال ۲۰۱۰، مطبوعات انجمن بیش از ۱۰۰ کتاب درسی علمی، مجله با داوری همتا، کتابچه راهنمای تمرین، آثار مرجع، جزوات، ویدئوها و بروشورها را در ایالات متحده و خارج از ایالات متحده منتشر کرد.

### انتشارات
مجله حامیان کار اجتماعی و اخبار انجمن ملی مددکاران اجتماعی
از آغاز اوت ۲۰۱۸ مجله حامیان مددکاری اجتماعی به ابزار اصلی انجمن ملی مددکاران اجتماعی برای برقراری ارتباط با اعضا در مورد فعالیت‌های انجمن و تحولات در عملکرد حرفه‌ای و سیاست اجتماعی تبدیل شد. مجله نظرات سخنگویان مختلف و در صورت اجازه فضا، نامه سردبیر را به همراه دارد. نظرات بیان شده لزوماً بیانگر مواضع انجمن ملی مددکاران اجتماعی نیست. این مجله هر دو ماه یکبار منتشر می‌شود. این روزنامه جایگزین NASW News شد، که در سال ۱۹۵۶ شروع به انتشار کرد و روزنامه رسمی انجمن ملی مددکاران اجتماعی بود. بسیاری از شماره‌های NASW News در آرشیو آنلاین موجود است.
مجلات
از زمانی که انجمن ملی مددکاران اجتماعی در سال ۱۹۵۵ انتشار نشریه برجسته خود، کار اجتماعی را آغاز کرد، مجموعه آن به پنج مجله افزایش یافت - از جمله مجلات تخصصی بچه‌ها و مدارس، سلامتی و کار اجتماعی، تحقیق مددکاری اجتماعی - و چکیده مددکاری اجتماعی.
چکیده مددکاری اجتماعی منبعی برای جستجوی ادبیات در مددکاری اجتماعی و رفاه اجتماعی است. رئیس انجمن اعضایی را برای گروه مشاوره ژورنال منصوب می‌کند که خط مشی ژورنال را تعیین می‌کنند.
آثار مرجع
در میان آثار مرجع انجمن، دایرةالمعارف کار اجتماعی و فرهنگ کار اجتماعی بیشترین عنوان‌ها توزیع شده را دارند. در سال ۲۰۱۰، دایرةالمعارف و فرهنگ لغت به ترتیب در چاپ ۲۰ و ۵ خود بودند. بیانیه‌های خط‌مشی انجمن هر سه سال یک‌بار در Social Work Speaks بازبینی و منتشر می‌شود که اکنون در یازدهمین ویرایش آن است.
کتاب‌ها
از ژوئیه ۲۰۲۰، مطبوعات انجمن دارای ۱۱۱ جلد نرم و ۵۶ کتاب الکترونیکی در گردش است. کاتالوگ مطبوعات انجمن شامل کتاب‌ها/کتاب‌های الکترونیکی علمی، کتاب‌های راهنمای تمرین، بروشورهای آموزشی و تمرینی، فیلم‌ها، دی‌وی‌دی‌ها و پوسترها است.